# Oxentea
Oxentea è un comune della Moldavia nel distretto di Dubăsari di 2.794 abitanti al censimento del 2004